# Artec Technologies
Die Artec Technologies AG ist ein Unternehmen mit Sitz in Diepholz in Niedersachsen, das Überwachungs- und Sicherheitstechnologie anbietet. Es ist börsennotiert und war Teil des NISAX20 Index bis dessen Schließung im Jahr 2020.

## Geschichte
Das Unternehmen wurde im Jahr 2000 von Thomas Hoffmann und Ingo Hoffmann gegründet. Es entwickelt und produziert seither Software- und Systemlösungen für die Übertragung, Aufzeichnung und Analyse von Video-, Audio- und Metadaten in Netzwerken sowie im Internet. Unter der Marke Multieye wird Videoüberwachung und Videosicherheit für industrielle und behördliche Kunden angeboten. Mit der Marke Xentaurix werden hingegen Medienunternehmen bedient, die die Software für Monitoring, Streaming, Recording und Analyse von TV-, Radio- sowie Web Livestream-Content nutzen.